# Muddy Manninen

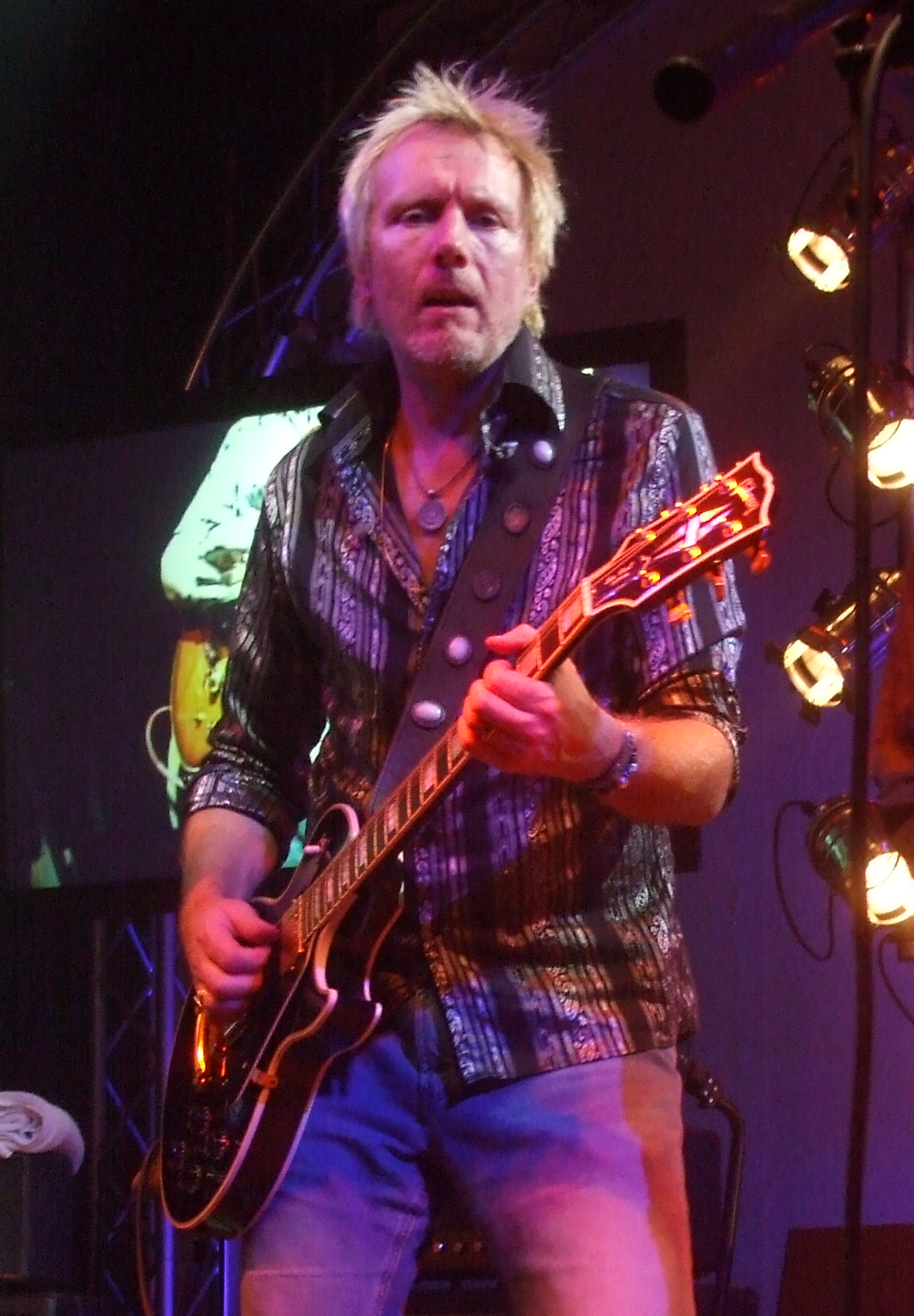
Muddy Manninen

Jyrki "Muddy" Manninen is een Fins gitarist. Zijn originele bijnaam is Muta (modder).
Manninen speelde eerst in coverbandjes, die onder meer muziek van The Allman Brothers Band speelden. Zijn eerste opname was met de Red House Blues Band in 1979, later vertrok hij naar de muziekgroep Havanna Black (naar de Cubaanse sigaar, 1984/1985) en Pave's Mistakes, maar zijn eerste plaatselijk bekende band was Gringos Locos waarin onder meer ook Ben Granfelt speelde. Die band nam drie albums op en haalde het voorprogramma van Status Quo. Granfelt speelde enige tijd in Wishbone Ash, toen hij vertrok nam Manninen zijn plaats over (november 2004). Daarnaast begeleidde Manninen nog een aantal Finse artiesten. In 2009 kwam Gringos Locos terug met Second coming of age.

## Discografie
- Gringos Locos: Raw deal (1991)
- Hector: In concert 1966-1991 (1992)
- Hector: Ensilumi tulee kuudelta (1992)
- Hector: Total live (1991-1993)
- Hector: Salaisuuksien talo (1994)
- Hector: Kultaiset lehdet (1995 )
- Roma: Tuuleen huudan (1998)
- Wishbone Ash: Clan destiny (2004)
- Wishbone Ash: Wishbone Ash live on XM Satellite Radio (2006)
- Wishbone Ash: Live in Hamburg (2007)
- Wishbone Ash: The Power of Eternity (2007)
- Wishbone Ash: Argus: Then again live (2008)
- Wishbone Ash: Wishbone Ash Live in London (2009)
- Gringos Locos: Second coming of age (2009)

- International Standard Name Identifier: 0000 0001 3042 2958
- MusicBrainz: 2d24b202-73dd-49e7-9bad-4634c81f3479